# Elia I
Elia I (... – 1049) è stato un vescovo cristiano orientale siro, vescovo di Tirhan e patriarca della Chiesa d'Oriente dal 1028 al 1049.

## Biografia
Scarne sono le informazioni relative a questo patriarca della Chiesa d'Oriente, riportate da Barebreo nel suo Chronicon ecclesiasticum e dagli storici nestoriani Mari, ʿAmr e Sliba.
Secondo queste fonti, prima di essere eletto patriarca della Chiesa persiana, Elia era stato vescovo di Tirhan nella regione di Beth Aramaye. Introdusse l'usanza liturgica della genuflessione nella domenica di Pentecoste. Morì nel mese di maggio del 1049 e fu succeduto dal patriarca Yohannan VII.